# Énergie en Uruguay
 (janvier 2019).
- Si vous ne connaissez pas le sujet, laissez ce bandeau (vous pouvez alors contacter les auteurs).
- Si vous supprimez le contenu mis en cause (vous pouvez préalablement contacter les auteurs),

argumentez précisément cette suppression dans la page de discussion
(un manque de référence n'est pas un argument ; une recherche réelle de référence doit avoir été effectuée, être formellement documentée).
 (janvier 2019).
Si vous disposez d'ouvrages ou d'articles de référence ou si vous connaissez des sites web de qualité traitant du thème abordé ici, merci de compléter l'article en donnant les références utiles à sa vérifiabilité et en les liant à la section « Notes et références ».
Le secteur de l’électricité de l’Uruguay repose traditionnellement sur l’hydroélectricité nationale ainsi que sur les centrales thermiques. L’Uruguay dépend aussi des importations en provenance d’Argentine et du Brésil en période de pic de demande. 
Au cours des 10 dernières années, des investissements dans des sources d'énergie renouvelables telles que l'éolien et le solaire ont permis au pays de couvrir, au début de 2016, 94,5 % de ses besoins en électricité avec des sources d'énergie renouvelables. L'hydroélectricité fournit un grand pourcentage de la production du pays, presque entièrement produite par quatre centrales hydroélectriques, trois sur le Río Negro et une sur le barrage de Salto Grande, sur le fleuve Uruguay partagé avec l'Argentine. La production de ces sources hydroélectriques dépend des précipitations saisonnières, mais dans des conditions hydrologiques normales, la demande intérieure peut être satisfaite. La puissance thermique des centrales électriques au pétrole, activée pendant le pic de demande, est utilisée pour fournir la capacité de production installée restante. La production à partir de combustibles fossiles a considérablement diminué ces dernières années, les énergies renouvelables représentant 94,5 % de la production d'électricité en 2015. 
L’énergie thermique de la biomasse offre également une capacité de production d’énergie supplémentaire. Le passage aux sources d’énergies renouvelables ces dernières années a été rendu possible grâce aux efforts de modernisation, fondés sur les réformes législatives et réglementaires de 1997, 2002 et 2006, qui ont conduit à de nouveaux investissements importants dans les capacités de production électrique, y compris dans le secteur privé. La capacité éolienne est passée de négligeable en 2012 à 10 % de la capacité installée en 2014. Un certain nombre de centrales solaires photovoltaïques ont été construites. En outre, une nouvelle interconnexion du réseau électrique a amélioré la capacité d'importer ou d'exporter de l'électricité avec le Brésil. 
Historiquement, le secteur de l’énergie est principalement détenu par des entreprises d’État tels que l’UTE et l'ANCAP. Comme déjà dit précédemment, L’UTE est l’administration nationale des centrales électriques et de la transmission électrique. Elle est établie en 1912, et détient depuis le monopole du secteur. L’ANCAP est impliqué dans la production de produits pétroliers, de ciment et de boissons alcoolisées. Elle exploite la seule raffinerie de pétrole du pays à La Teja, avec une capacité de 50 000 barils (7 900 m3) par jour.

## Histoire de l'Uruguay

### Réforme du secteur Énergie
En 1997, la loi nationale sur l’électricité a été mise à jour et met en place l’agence de règlementation URSEA et l’administrateur de marché ADME. La réforme prévoit de rémunérer les producteurs d’énergie par ordre de mérite. Elle crée un marché national de transmission et distribution, et régule les prix. La concurrence n’existe donc pas. 
La réforme n’étant pas mise en œuvre efficacement, un nouveau modèle est créé en 2002. Celui-ci incite de nouveaux opérateurs à s’engager sur un marché concurrentiel. Le marché ne s’est pas développé comme prévu et la demande a en fait diminué à cause de la crise économique dans la région. 

### Dépendance à l'égard des importations
Pendant une décennie complète, aucune capacité électrique n'a été ajoutée au système énergétique. Avant la construction de la centrale diesel de 100 MW à Punta del Tigre en août 2005, l'UTE n'avait pas ajouté de centrale au système depuis 1995. C’est l’année de la mise en service de la dernière unité de Salto Grande. L’absence de mise en service de nouvelles installations de production au cours de cette longue période est le produit d’une décision consciente et stratégique de tirer parti des développements du marché en Argentine et dans la région, qui permettrait aux importations de combler les déficits de l’Uruguay. L’Uruguay vendait ainsi tous ses excédents de production hydroélectrique à l'Argentine et le Brésil pendant les années humides. 
La dépendance aux importations provenant d’Argentine a commencé à devenir problématique en 2004. Avant 2004, le SEI était en mesure de répondre à sa demande grâce à la combinaison de contrats et d’achats sur le marché au comptant argentin. En raison des difficultés énergétiques rencontrées par l'Argentine, les contrats d'UTE avec l'Argentine pour une fourniture ferme de 365 MW ont été ramenés à 150 MW et n'ont pas été prolongés au-delà de 2007. Malgré cette réduction forcée de l'approvisionnement de l'Argentine au cours de la période de faible hydrologie de 2004-2006, UTE a pu maintenir ses importations d’énergie grâce à une augmentation notable de ses importations en provenance du Brésil et à des achats d’énergie sur le marché au comptant argentin. En 2008, les coûts d'approvisionnement ont considérablement augmenté en raison de la sécheresse, des coûts élevés du carburant et de la faible disponibilité de l'électricité dans les pays voisins. La Direction Nationale de l’Énergie est le corps principal qui se charge de la politique énergétique. 

### Nucléaire
L’utilisation de l’énergie nucléaire est interdite depuis 1997. L’Uruguay possède un petit réacteur nucléaire, amené par les États-Unis en 1964. Celui-ci est destiné à des fins de recherches et entrainements. Il a été fermé en 1985 après la détection de corrosion potentiellement dangereuse. Un an après, l’accident de Tchernobyl et la tentative d’un accord avec le Canada pour construire une centrale nucléaire en Uruguay ont bousculé l’opinion publique et entraîné des manifestations anti-nucléaire. Cela a débouché sur l’interdiction de l’utilisation de l’énergie nucléaire en 1997.

## Politique énergétique / comparaison avec les voisins

### Politique énergétique
L'Uruguay est un pays sans énergie fossile. Il ne dispose pas de réserves prouvées de pétrole, de gaz naturel ou de charbon. Ainsi toutes les la production d’électricité se base sur l'énergie hydroélectrique. 
Au cours des dernières années, l’Uruguay a connu une croissance constante. Cette situation nécessite de plus en plus d'énergie, pour répondre aux besoins de l'industrie, tels que les transports ou le secteur résidentiel. Ainsi, le Conseil des ministres a approuvé en 2008, pour la première fois de l'histoire de l'Uruguay, une politique énergétique à long terme. Il s’agit donc de mettre en place une stratégie qui incorpore des éléments économiques, technologique mais aussi environnementaux, culturels, éthiques et sociaux.
Une commission composée de représentants de tous les partis politiques ayant un pouvoir parlementaire a approuvé la politique établie dans toutes ses composantes. L’Uruguay a ensuite adopté une stratégie à long terme, largement approuvée au niveau national. Il est de même devenu un exemple représentatif au niveau international. 
Le décret no 77/2006 du Ministère de l’Industrie, de l’Énergie et des Mines repose sur quatre grands axes stratégiques, les objectifs à court, moyen et long termes (prévus pour 2015, 2020 et 2030, respectivement), ainsi que sur un ensemble de plusieurs douzaines de lignes d’action qui garantiront la réalisation des objectifs préétablis. C’est-à-dire :
- Diversifier les sources d’énergie afin de réduire les coûts et les émissions et accroître la sécurité énergétique 
- Augmentation de la participation privée dans la nouvelle production d’énergie renouvelable 
- Intensification du commerce régional de l’énergie
- Faciliter la disponibilité et l’acquisition de biens et services économes en énergie
Les axes stratégiques définissent le rôle des différents acteurs tout en soulignant le rôle de l’État dans l’élaboration et la conduite de la politique énergétique, la diversification du mix énergétique avec un accent particulier sur les énergies renouvelables, la promotion de l’efficacité énergétique et la prise en compte d'accès universel et sûr à l'énergie en tant que droit de l'homme pour tous les secteurs sociaux. 
L’aide de l’état permet de rassurer l’investisseur privé en créant des lois favorisant l’échange entre le secteur public et privé. Le succès du système Uruguay repose donc sur ce principe à travers lequel une entreprise publique qui centralise et les entreprises innovatrices étrangères qui viennent investir dans ce marché prometteur. Cela est dû au fait que l’état n’avait pas la capacité d’investissement à lui tout seul pour générer toute cette énergie verte.

### Comparaison avec les autres pays
En comparaison, d’après un rapport du Fonds mondial pour la nature (WWF), le Costa Rica, l’Uruguay, le Brésil, le Chili et le Mexique sont à l’avant-garde dans le développement des énergies renouvelables en Amérique latine. Pourtant, ceux que l’on considère souvent à tort comme les pays les plus avancés en la matière sont le Danemark, l’Espagne, et l’Allemagne, pour qui l’éolien représente respectivement 28 %, 21 %, et 12 % de l’électricité.

## Offre et demande en électricité

### Capacité installée
L’Uruguay représente une grande source d’énergie renouvelable et locale. En effet, l’Uruguay utilise l’énergie hydraulique depuis longtemps mais celle-ci atteint ses limites et est dépendante des conditions météorologiques.
La capacité électrique installée en Uruguay est d’environ 4 500 MW en 2017. Environ 63 % de la capacité installée est de l’hydroélectricité. Le reste de la capacité de production est principalement thermique et une faible part représente l’énergie éolienne et la biomasse.
Environ 56 % de la capacité de production est détenue et exploitée par UTE, le service public national. La capacité restante correspond à la centrale hydroélectrique de Grande Salto qui est partagé à moitié avec l’Argentine, et à des investissements privés dans les énergies renouvelables. Le tableau ci-dessous montre les usines qui sont exploitées et détenues par le SEI en 2008:

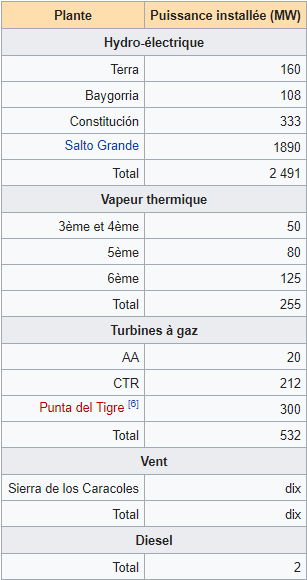
Tableau référençant la capacité de production électrique en Uruguay par centrale

La puissance installée éolienne de l'Uruguay à la fin 2017 atteignait 1 505 MW, en progression de 24 % (295 MW) par rapport à 2016.
Depuis 2010, grâce à la politique énergétique du pays, l’Uruguay a diversifié sa production, notamment en laissant des entreprises privées investir et construire des parcs éoliens et solaires en Uruguay. Voir la liste des centrales en Uruguay. 

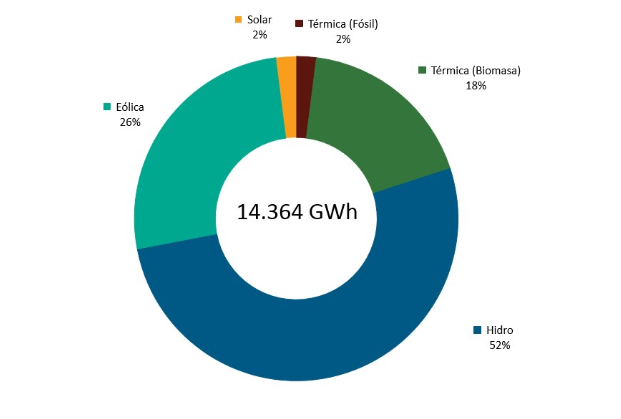
Production d'électricité en Uruguay par source, 2017

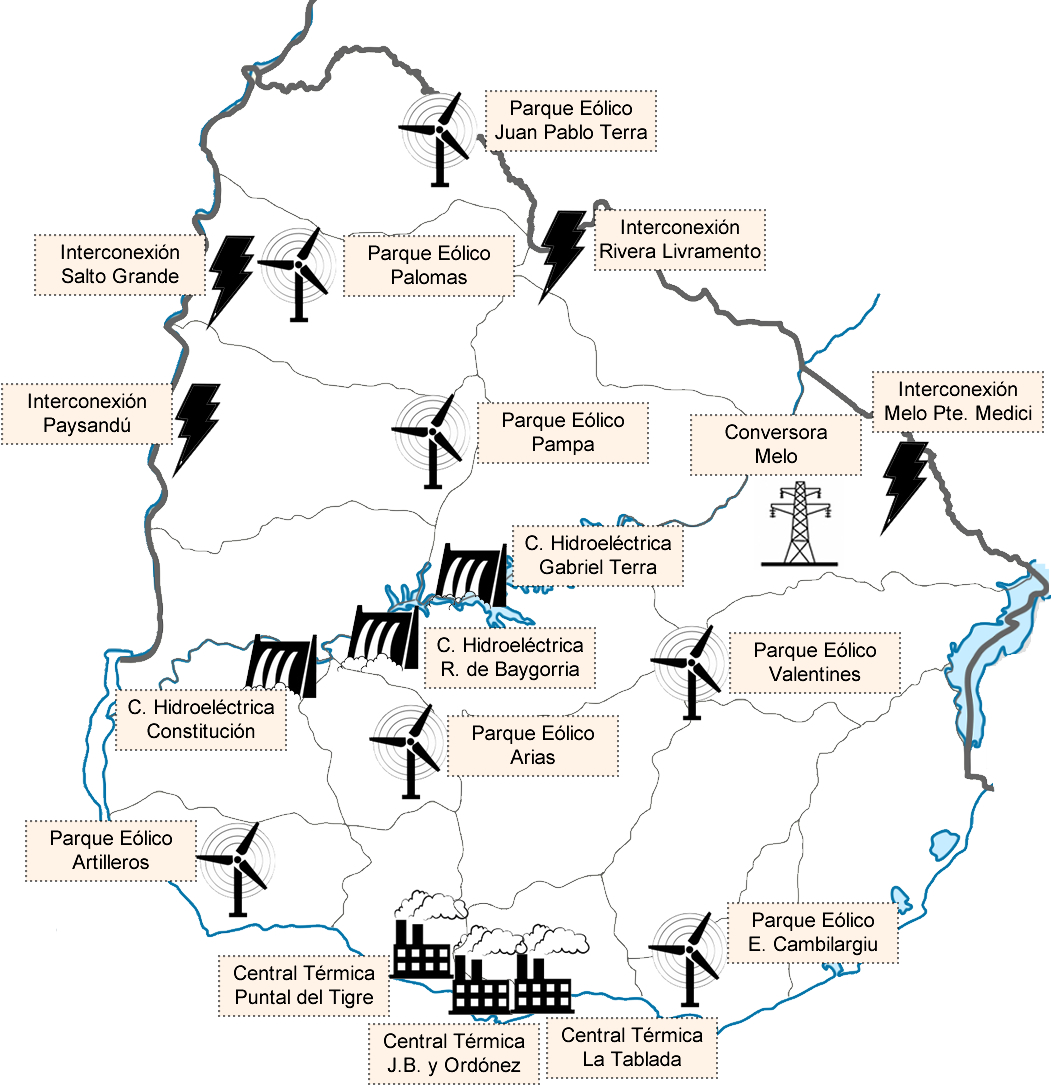
Carte des centrales hydrauliques, thermiques et parcs éolien en Uruguay 2017.

### Importations et exportations
Au cours de l’année, l’Uruguay peut généralement répondre à ses besoins en électricité. Cependant l’Uruguay importe parfois de l’électricité du Brésil ou de l’Argentine, notamment grâce au barrage de Grande Salto. L’Uruguay vise l’indépendance énergétique. Les exportations ont toujours été négligeables. Ce tableau montre l’évolution de l’électricité importé depuis 1999 :

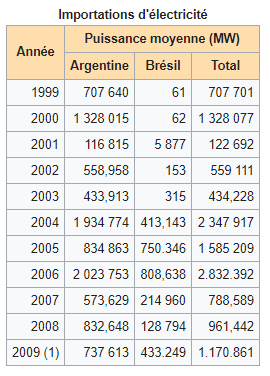
Tableau référençant la puissance électrique importé en Uruguay (1999-2009)

### Demande
D’après les statistiques de l’UTE, la consommation d’électricité par habitant était d’environ 2 500 kWh par habitant en 2010. Ce chiffre tend à augmenter avec la population et de la consommation et atteint plus de 3 000 kWh par habitant par an en 2017. 

## Ressources importées
Avant le 15 octobre 1931, aucune entreprise n’était capable de raffiner, rectifier et vendre du pétrole. C’est pourquoi ANCAP a vu le jour, à la suite de la loi 8764 qui avait pour objectif de « Créer une entité industrielle de l’État, qui sera dénommée Administration nationale des carburants, alcool et Portland, dans le but de: exploiter et administrer le monopole de l'alcool et des carburants nationaux, importer, rectifier et vendre du pétrole et ses dérivés, et fabriquer du portland » (selon ANCAP). N’ayant aucune énergie fossile, l’État décida de créer cette entité qui a le monopole sur l’importation et le raffinage du pétrole brut à condition de produire au moins 50 % de naphta pour le pays. C’est en 1935 qu'ANCAP développa ses premières installations pétrolières pour fonctionner en tant que distributeur. En 1937, la première raffinerie voit le jour avec une capacité de 600 m3/jour ce qui engendra la fin de l’importation des produits transformés.
En 1944, la structure doit faire face à un problème majeur. En effet, la demande intérieure du pays augmente de façon considérable. ANCAP décida donc de mener une politique afin de répondre à cette demande. Celle-ci aboutit sur l’acquisition de pétroliers, sur le développement de techniques pour augmenter la capacité de traitement de la raffinerie et sur la négociation des accords avec les sociétés pétrolières privées. À cette époque, les modifications ont permis à la raffinerie de traiter 4 100 m3 de pétrole brut par jour.
En 1959 une deuxième politique d’agrandissement de l’installation a été lancée. Un plan d’agrandissement a donc vu le jour prévoyant l’installation de trois nouvelles usines de distributions situées à Treinta y Tres (1955), Durazno (1957) et Colonia (1963). De plus nous pouvons relevées de dates importantes dans le développement de la structure :
- 1946 : Apparition de la production de gaz liquéfié puis vente de supergas à usage privé en 1952.
- 1961 : agrandissement des équipements de la raffinerie.
- Entre 1961 et 1975 : Réalisation d’un terminal de stockage dans l’est du pays, construction d’un pipeline reliant l’usine de stockage à la raffinerie de La Teja, modernisation des unités de stockage de La Teja et extension de sa capacité de raffinage, création d’un terminal de stockage, construction d’un supertanker dans l’est du pays puis celle d’un oléoduc communiquant avec la raffinerie.
- Entre 1975 et 1990 : ANCAP est la plus grande industrie lourde du pays.
- 2003 : Travaux de réaménagement et agrandissement et construction de nouvelles structures (50 000 barils traités par jour)
- 2006 : Projet Alcoholero permettant la production notamment de biodiesel et d’électricité à partir de canne à sucre de sorgho ou de tournesol. De plus la création de l’usine de désulfuration a permis de diminuer le soufre de 99,5 % dans le diesel et de 85 % dans le naphta.

L’Uruguay a toujours recherché du pétrole sur son territoire (notamment dans ses bassins offshore et sur ses côtes). Les premières recherches datant de 1957 ont été concrétisées par le levé sismique 2D de 2007 et 2008. Actuellement quelques prototypes d’extraction du pétrole ont vu le jour.

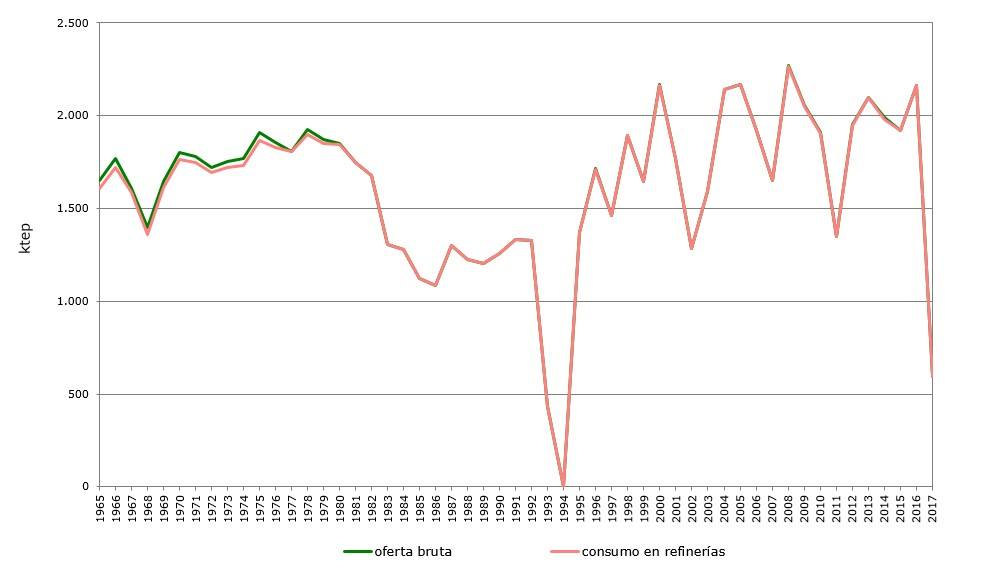
Consommation de pétrole brute (vert) et en raffinerie (rouge), 2017

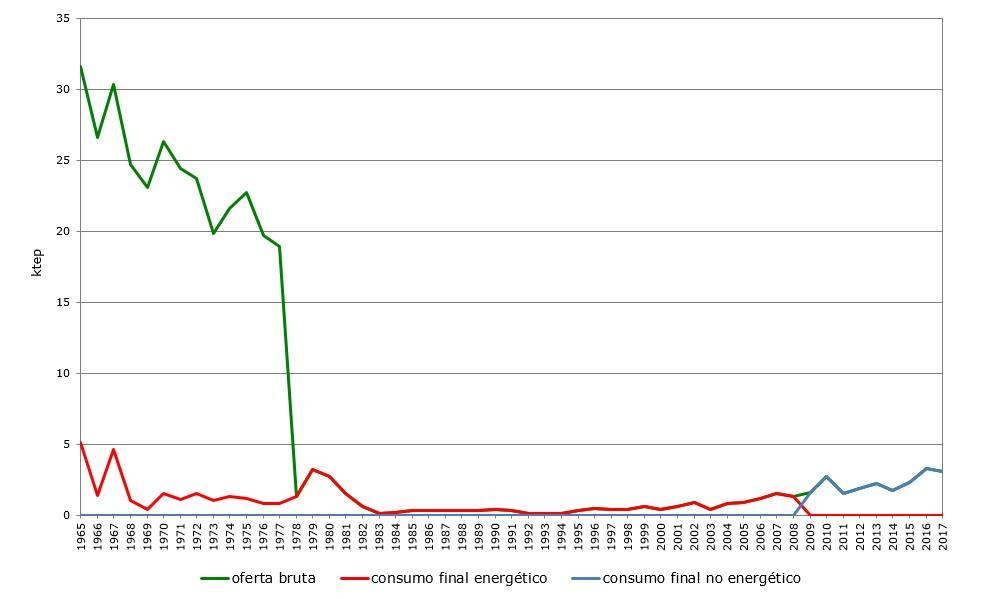
Consommation de charbon brute (vert) et finale (rouge) en ktep, 2017

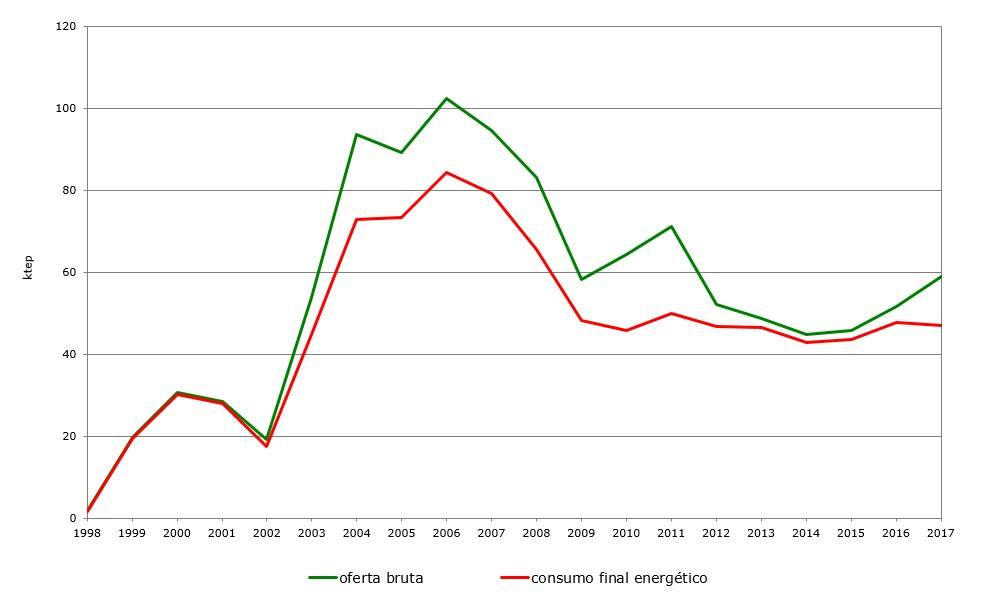
Consommation de gaz brute (vert) et finale (rouge) en Uruguay en ktep, 2017

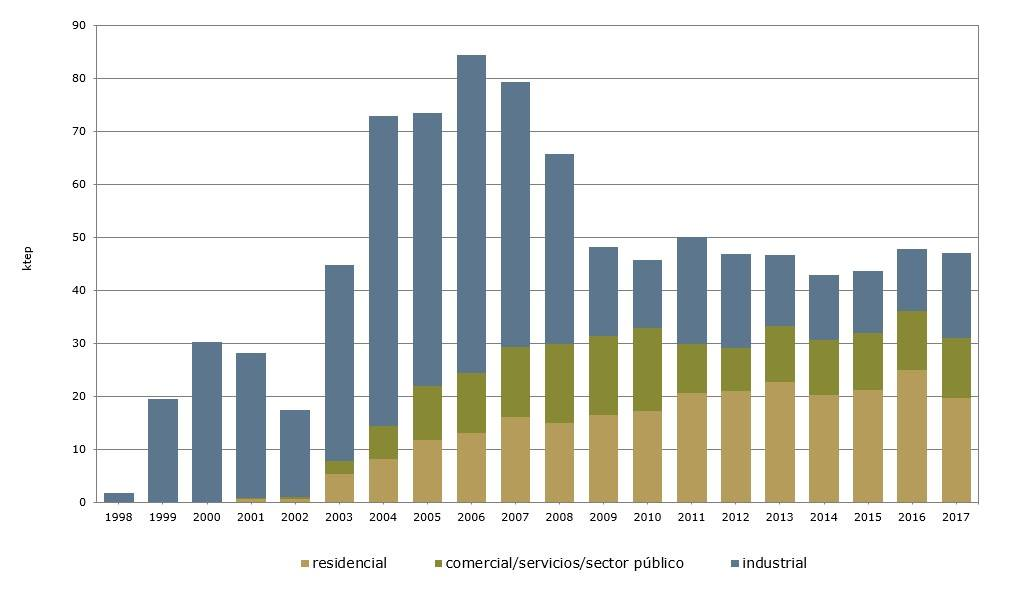
Consommation de gaz en ktep en fonction des secteurs, 2017

## Impact environnemental
L’Uruguay a mis en œuvre un processus concernant la planification et le développement des différents aspects liés à l’énergie qui a pour but de renforcer les énergies renouvelables qui ne généraient pas autant de puissante que dans les centrales hydroélectriques. L’efficacité énergétique devient donc un outil fondamental pour la réduction de la demande. Avec une hausse de la consommation la politique énergétique prévoit de réagir avec des sources ayant le moins d’impact possible sur l’environnement.
L’OLADE (Organisation latino-américaine de l’énergie) a évalué le CO2 émis et provenant de la production d’électricité en 2006 à 1,55 million de tonnes de CO2. En septembre 2009, l’Uruguay ne comptait que trois projets de mécanisme à développement propre, tous liés à l’énergie :
- Le projet de captage et de torchage du gaz d’enfouissement de Montevideo,
- Le projet de production d’énergie à la biomasse de Fray Bentos,
- Le projet de substitution partielle aux combustibles fossiles,
- Utilisation de la biomasse dans la fabrication du ciment.

Le total des réductions d’émissions attendues est de 251 213 tep de CO2 par an. 
En 2009, le Système national de réponse aux changements climatiques (SNRCC) a été créé en tant que zone de coordination entre toutes les institutions, publiques et privées, qui travaillent sur les questions de changement climatique ou qui en souffrent. L’une des principales activités du SNRCC a été l’élaboration du Plan national de réponse au changement climatique (PNRCC). Le Plan est le cadre stratégique qui identifie les actions et les mesures nécessaires pour s’adapter aux impacts du changement et de la variabilité climatiques, ainsi que pour l’atténuation des émissions de gaz à effet de serre. En ce qui concerne le secteur de l’énergie, le PNRCC comprend différentes lignes d’action de la politique énergétique.

## Perspective / recherche

### Le marché de l'énergie
Le besoin de garantir les quantités croissantes d'énergie demandées nécessite un contexte facilitant ces transactions, ce qui signifie : L’atteinte du maximum d’ouverture possible dans les secteurs ne représentant pas des monopoles, tels que la production d’électricité et les activités liées aux dérivés du pétrole, l’intégration dans les marchés de l’énergie de la région grâce à l’utilisation et le développement des liaisons de transport d’électricité et de gaz naturel existantes, la diversification de la matrice énergétique, l’introduction du gaz naturel, la diversification des marchés depuis lesquels il est importé, en assurant de manière compétitive la plus grande flexibilité et sécurité d'approvisionnement.

### Considérations environnementales
La politique énergétique doit combiner efficacité économique et préservation de l'environnement. Pour cela, elle doit prendre en compte :
- Politiques actives visant à accroître l'efficacité de l'utilisation de l'énergie. *
- Veiller au respect des engagements internationaux dans ce domaine, d'une manière compatible avec ce qui se passe dans les autres pays et en surveillant les impacts économiques de ces actions. *
- Incorporation dans la matrice énergétique de carburants plus propres tels que le gaz naturel, en cours. *
- Poursuivre les études sur les énergies renouvelables, en particulier l'hydroélectricité et l'éolien, où il existe un potentiel de production national non encore exploité pouvant être économiquement viable à l'avenir. Il doit être pris en compte le fait que les entreprises peuvent avoir des coûts plus élevés par rapport à des solutions alternatives traditionnelles, doivent être pris en charge par la société tout entière, et ne pas être imposées aux entreprises qui sont actives dans un cadre de compétition

### Le rôle de l'état
Contribuer à la mise en place d'infrastructures de base, à la promotion de concessions de travaux publics ou, à terme, à l'allocation de fonds publics, dans la mesure où une évaluation des investissements réalisés est assurée et que les finances des sociétés d'énergie publiques transitant vers un cadre de concurrence. 
Mettre en place une réglementation qui favorise les investissements dans le secteur, en assurant la continuité, la qualité et les coûts concurrentiels de l'approvisionnement en énergie. 
Combiner la politique énergétique avec l’attention des secteurs de la population ayant des besoins essentiels satisfaits et non satisfaits, dans le cadre des politiques sociales de l’État. Bien que les entreprises énergétiques puissent agir sur une partie de ces politiques, leur financement, ainsi que leur évaluation mais doivent relever de la responsabilité de l’État.
Assurer des conditions d'accès et des tarifs égaux sur tout le territoire national, sans distinction de lieu géographique, et créer des fonds de compensation à cet effet.
Promouvoir un développement technologique qui réponde aux besoins du secteur énergétique national, en renforçant les liens entre les sociétés du secteur de l’énergie, les établissements universitaires et l’industrie.